# Monumento a san Francesco Caracciolo
Il monumento a san Francesco Caracciolo è sito in corso Umberto I, presso casa Caracciolo, a Villa Santa Maria, in provincia di Chieti.

## Descrizione
Il 12 agosto 2002 il comune di Villa Santa Maria dedica una statua a san Francesco Caracciolo costruita da Alfredo Vismara.
Il santo è rappresentato nella cotta seicentesca e nella stola.

Con la mano destra innalzata a tenere una particola con raggi luminosi e con la mano sinistra abbassata che tiene un pezzo di pane a testimoniare i bisogni dell'uomo.
la statua è stata costruita in bronzo per risaltare la bellezza del santo
Come riferimento al "Pane degli angeli" che si trasforma in pane degli uomini c'è un'incisione sulla stola sella statua che dice: "Panis angelicus fit panis hominum".
Gli elementi che identificano san Francesco come appartenente dell'ordine dei chierici regolari minori una corona del rosario posta sul fianco sinistro e dei calzari che personificano il suo spirito francescano, rafforzato anche dal fatto che muta il nome da Ascanio al nome del poverello d'Assisi.
Ai piedi della statua vi sono:
- lo stemma della casata rappresentato da un leone azzurro con la lingua fuori dalla bocca su sfondo in oro,
- un sacchetto da cui fuoriescono delle monete,
- e una mitria episcopale,

simboli questi delle sue rinunce, segni che denotano l'attenzione all'eucaristia, la devozione mariana e la rinuncia agli onori mondani e alle cariche ecclesiastiche.
Sul basamento della statua vi sono dei bassorilievi in bronzo:
- il giovane Caracciolo a caccia con gli amici del paese (Villa Santa Maria),
- banchetto dei principi,
- preparazione del pasto da parte degli amici,
- la carità del santo.

In tutto, nei pannelli in bronzo, sono rappresentati 24 personaggi di tutte le età.
Nel pannello della caccia Ascanio è a cavallo, mentre gli amici che lo anticipano o seguono sono a piedi corredati di balestre ed archi, qualcuno degli amici punta già la preda.
Nei pannelli della cucina e del banchetto un ragazzo mescola invitando un secondo a versare dell'acqua. Un terzo personaggio sbuccia le patate mentre un quarto soffia su un attizzatore di fiamma. Dietro di essi un altro personaggio porta un piatto con vivo orgoglio e un ultimo personaggio mesce del vino. Dei familiari del santo sono a tavola in attesa del pasto. Il principe si rivolge a sua moglie mentre attende che gli si riempia il bicchiere mentre la moglie è distratta a guardare il proprio figlio che si allontana. Altri commensali sono nascosti dalle persone in primo piano.
Nel pannello della carità, noncurante di ciò che avviene alle sue spalle, Ascanio si appresta a portare cibo ai poveri ossia una coppia di anziani, una donna seduta vicino a lui e un viandante stanco che si appoggia al suo bastone.